# 龍神事件
龍神事件（りゅうじんじけん）は、1923年（大正12年）5月から6月にかけて発生した大阪相撲の紛擾事件である。この事件で当時の4大関をはじめ幕内力士の半数が引退し、既に東京相撲との実力・環境における格差が問題となっていた大阪相撲の弱体化が一層進むこととなった。

## 経緯
大正12年5月場所は5月11日初日の予定で5日に新番付が発表された。
9日夜、横綱宮城山を除く十両以上の全力士代表として4大関以下10名が高田川（元早瀬川）、岩友（元響矢）の両取締を訪ねて協会を訪問し養老金問題に関する7箇条の要求書ならびに出願書を提出し交渉を開始。協会は将来の禍根を断つため強硬な態度を示したので力士会側も加盟力士および行司は全員大阪を引き上げ堺市大浜公園九万楼に集合し結束を固めた。その後すぐに拠点を大浜公園近くの龍神遊郭内に移した。そのため同事件は「龍神事件」と呼ばれる。
協会は幕下以下の力士のみで予定通り11日に場所の初日を開けた。人気力士だった13代朝日山（元二瀬川）、12代千田川（元小染川）が初めて勧進元を務めることや協会への同情もあり初日は6分の入りながら尻上がりに盛況を呈し6日目からは意外の大入りで20日千秋楽を打ち上げた。千田川門下の幕内5力士は力士会を離れて師匠に協力し、宮城山の土俵入りに際して鉄ヶ濱（元東京前頭稲葉嶽）は露払いを、千葉ノ浦は太刀持ちを務めた。
この間に官憲や顔役連の仲裁もあり、協会も譲歩して力士会の要求を全部受け入れることとするが力士会側は公正証書の作製まで主張したことから再び関係は悪化し仲裁者も一時撤退した。しかし本場所も打ち上げ両者の感情も和らいだことから双方妥協し31日に盛大な手打ち式が行なわれた。
手打ちは行なったものの力士会側は上記の千田川部屋力士の離脱を快く思っておらず、堺市で行われることとなった謝恩興行の番付から5力士を削除した。この事態に千田川は憤慨して角界からの引退を表明、門下の鉄ヶ濱以下20数名の力士も師匠に殉じて断髪引退したことから事態は紛糾し取締以下全協会役員が辞職した。これに関連して朝日山部屋の二瀬川、大泉が引退すると力士会役員の上州山、大木戸、平錦の3大関に関脇滝ノ海、小結有若、元大関の朝日嶽、時潮の7名が責任上連書引退届を出し、また新大関の大嶋も単独で引退を声明するなど大混乱となった。
6月14日、協会は残余の幕内力士19名十両20名十両格以上の行司17名を集め役員選挙を行い取締に小野川（元加古川）、朝日山が選出された。他役員も一新され和解記念として残留幕内力士のため再度夏場所興行を行うこととなった。これによりこの紛擾も大団円となったものの幕内力士20余名、行司2名が土俵を去ったのは大阪相撲にとって大損失だった。
6月23日から再度の夏場所が行われたものの、再編成された番付は幕内のみ東西なしの片番付の寂しい物であり、また横綱宮城山、関脇瀬戸山が休場したこともあって人気は芳しくなく10日間で満員の日は一度もなかった。

### 大正12年5月場所番付
凡例
 引退   引退後復帰 
| 東             | 幕内     | 西             |
| -------------- | -------- | -------------- |
| 宮城山福松     | 横綱     |                |
| 上州山一       | 大関     | 大木戸一男     |
| 平錦芳次       | 張出大関 | 大嶋佐太郎     |
| 瀬戸山要藏     | 関脇     | 滝ノ海浪五郎   |
| 有若丑松       | 小結     | 若木戸鶴五郎   |
|                | 張出小結 | 二瀬川忠太郎   |
| 鉄ヶ濱光之助   | 前頭1    | 錦灘栄太郎     |
| 九紋龍駒吉     | 前頭2    | 荒熊谷五郎     |
| 千葉ノ浦善郎   | 前頭3    | 海山政五郎     |
| 三吉嶽亀次     | 前頭4    | 稲ノ花清五郎   |
| 岸ノ松浦太郎   | 前頭5    | 朝日嶽留藏     |
| 野州山藤道     | 前頭6    | 鳥海清衛門     |
| 剣山石五郎     | 前頭7    | 大泉与一郎     |
| 時潮常五郎     | 前頭8    | 月ノ出梅太郎   |
| 多賀ノ浦佐太郎 | 前頭9    | 朝千鳥増五郎   |
| 盛山新五郎     | 前頭10   | 桂川力蔵       |
| 虎林力松       | 前頭11   | 松錦関藏       |
| 上ヶ潮富三郎   | 前頭12   | 荒木山又右エ門 |
|                | 前頭13   | 朝潮五郎       |

### 大正12年6月場所番付
| 横綱   | 宮城山福松     |
| 関脇   | 瀬戸山要藏     |
| 小結   | 若木戸鶴五郎   |
| 前頭1  | 錦灘栄太郎     |
| 前頭2  | 荒熊谷五郎     |
| 前頭3  | 稲ノ花清五郎   |
| 前頭4  | 岸ノ松浦太郎   |
| 前頭5  | 鳥海清衛門     |
| 前頭6  | 剣山石五郎     |
| 前頭7  | 月ノ出梅太郎   |
| 前頭8  | 多賀ノ浦佐太郎 |
| 前頭9  | 桂川力蔵       |
| 前頭10 | 盛山新五郎     |
| 前頭11 | 松錦関藏       |
| 前頭12 | 虎林力松       |
| 前頭13 | 上ヶ潮富三郎   |